# 스테파노 아코르시
스테파노 아코르시(Stefano Accorsi, 1971년 3월 2일 ~ )는 이탈리아의 배우이다.

## 출연 작품
- 유 케임 백 (2020)
- 데얼스 노 플레이스 라이크 홈 (2018)
- 메이드 인 이탈리아 (2018)
- 럭키 (2017)
- 이탈리안 레이스 (2016)
- 마피아와 토마토 (2014)
- 레프리 (2013)
- 어 파이브 스타 라이프 (2013)
- 싸이런스 오브 러브 (2011)
- 러스트 (2011)
- 더 퍼펙트 라이프 (2011)
- 저스트 더 쓰리 오브 어스 (2010)
- 키스 미 어게인 (2010)
- 소녀와 늑대들 (2008)
- 새턴 인 오퍼지션 (2007)
- 쉘 위 키스 (2007)
- 호랑이 여단 (2006, Les Brigades du Tigre)
- 블레임 잇 온 피델 (2006)
- 범죄 소설 (2005)
- 사랑이라 불리는 여행 (2002)
- 산타 마라도나 (2001)
- 타블로이드 (2001)
- 라스트 키스 (2001)
- 아들의 방 (2001)
- 4월의 장교들 (2000)
- 리틀 티처스 (1998)